# 리지성
리지성(李智星, 1987년 8월 16일~)은 은퇴한 재일 한국인 남자 축구 선수로, 포지션은 미드필더였다.

## 구단 경력
2010년, 도쿄 베르디로 이적했지만, 공식전 경기에서의 출전은 없이 계약 만료로 1년만에 도쿄 베르디를 퇴단했다.
2013년, FC 간주 이와테로 이적했으며, 2015년 1월에 계약 만료에 의한 퇴단이 발표되었다.